# Legalisierung
Legalisierung bezeichnet die vollständige Aufhebung eines Verbots, nicht aber eine Entkriminalisierung, d. h. die Herabstufung einer Straftat zur Ordnungswidrigkeit mit der Folge, dass das bislang als „illegal“ Bewertete als „irregulär“ gilt.
Siehe auch:
- Legalisierung von Drogen
- Legalisierung (Baurecht)
- Legalisation (Bescheinigung von Dokumenten zur Verwendung im Ausland)